# ایشوکی ستاره منگلرود
ایشوکی ستاره منگلرود (Manglerud Star Ishockey)، که معمولاً به عنوان منگلرود استار شناخته شده و به اختصار MS نامیده می‌شود، یک تیم نروژی هاکی روی یخ مستقر در اسلو، نروژ است. آنها در حال حاضر پس از جایگزینی Rosenborg IHK تیم ورشکسته در تابستان ۲۰۱۴، در لیگ دسته دو هاکی رو یخ نروژ بازی می‌کنند. ستاره منگلرود در سال ۱۹۶۷ میلادی تأسیس شد و در سال ۱۹۷۳ به لیگ برتر صعود کرد. این باشگاه در اواخر دهه ۱۹۷۰ از طلسم موفقیت‌آمیزی برخوردار بود و دو قهرمانی ملی را به دست آورد که تا به امروز تنها جام‌های باشگاه است. در دوران مدرن، باشگاه هنوز به‌طور گسترده‌ای به عنوان یکی از بهترین آکادمی‌های جوانان در هاکی نروژی شناخته می‌شود. تیم منگلرود بازی‌های خانگی خود را در Manglerudhallen انجام می‌دهد.

## نتایج فصل به فصل
این فهرست جزئی از ده فصل اخیر است که توسط ستاره منگلرود تکمیل شده‌است. برای تاریخچه کامل فصل به فصل، به لیست فصل‌های ایشوکی ستاره منگلرود مراجعه کنید.
| Norwegian Champions | Regular Season Champions | Promoted | Relegated |

| Season  | League      | Regular season | Regular season | Regular season | Regular season | Regular season | Regular season | Regular season | Regular season | Regular season | Postseason                              |
| Season  | League      | GP             | W              | L              | OTW            | OTL            | GF             | GA             | Pts            | Finish         | Postseason                              |
| ------- | ----------- | -------------- | -------------- | -------------- | -------------- | -------------- | -------------- | -------------- | -------------- | -------------- | --------------------------------------- |
| ۲۰۱۳–۱۴ | 1. divisjon | ۳۶             | ۳۱             | ۴              | ۱              | ۰              | ۱۹۴            | ۴۵             | ۹۵             | 1st            | 3rd in Qualifying for Eliteserien1      |
| ۲۰۱۴–۱۵ | Eliteserien | ۴۵             | ۴              | ۳۴             | ۳              | ۴              | ۸۲             | ۲۰۶            | ۲۲             | 9th            | 1st in Qualifying for Eliteserien       |
| ۲۰۱۵–۱۶ | Eliteserien | ۴۵             | ۱۱             | ۲۷             | ۳              | ۴              | ۱۰۹            | ۱۷۵            | ۴۳             | 8th            | Lost in Quarter-finals, 0–4 (Stavanger) |
| ۲۰۱۶–۱۷ | Eliteserien | ۴۵             | ۱۲             | ۲۴             | ۸              | ۱              | ۱۰۰            | ۱۴۸            | ۵۳             | 9th            | 1st in Qualifying for Eliteserien       |
| ۲۰۱۷–۱۸ | Eliteserien | ۴۵             | ۱۵             | ۲۱             | ۴              | ۵              | ۱۳۲            | ۱۵۴            | ۵۸             | 7th            | Lost in Quarter-finals, 2–4 (Sparta)    |
| ۲۰۱۸–۱۹ | Eliteserien | ۴۸             | ۹              | ۳۲             | ۴              | ۳              | ۱۰۲            | ۱۷۱            | ۳۸             | 7th            | Lost in Quarter-finals, 1–4 (Vålerenga) |
| ۲۰۱۹–۲۰ | Eliteserien | ۴۵             | ۱۵             | ۲۶             | ۳              | ۱              | ۱۱۲            | ۱۴۸            | ۴۹             | 8th            | Cancelled due to the دنیاگیری کووید-۱۹  |
| ۲۰۲۰–۲۱ | Eliteserien | ۲۲             | ۶              | ۱۳             | ۱              | ۲              | ۶۲             | ۹۶             | ۲۲             | 8th            | Cancelled due to the دنیاگیری کووید-۱۹  |
| ۲۰۲۱–۲۲ | Eliteserien | ۴۴             | ۳              | ۳۵             | ۲              | ۴              | ۷۸             | ۱۹۶            | ۱۷             | 10th           | 1st in Qualifying for Eliteserien       |
| ۲۰۲۲–۲۳ | Eliteserien | ۴۵             | ۱۰             | ۳۱             | ۱              | ۳              | ۹۲             | ۱۹۲            | ۳۵             | 8th            | Lost in Quarter-finals, 0–4 (Storhamar) |

پانویس:
1 روزنبورگ نتوانست مجوز حرفه‌ای خود را برای بازی در GET-liga تمدید کند. جای خالی به ستاره منگلرود داده شد.